# Spilosoma unilinea
Spilosoma unilinea är en fjärilsart som beskrevs av Rothschild 1910. Spilosoma unilinea ingår i släktet Spilosoma och familjen björnspinnare. Inga underarter finns listade i Catalogue of Life.